# Tajerrumt
Tajerrumt (titolo completo: Tajeṛṛumt N Tmaziɣt (Tantala Taqbaylit) "Grammatica del berbero (dialetto cabilo)"), è la prima grammatica di berbero scritta in berbero, ad opera di Mouloud Mammeri, nel 1967 e più volte ripubblicata, cui si è aggiunta in seguito una traduzione in francese, dello stesso autore, Précis de grammaire berbère (kabyle) nel 1986.
L'importanza di quest'opera risiede nel tentativo di dotare la lingua berbera di neologismi, adatti ad esprimere le realtà più moderne, e in particolare di una metalingua, cioè una terminologia per descrivere la lingua stessa. Fu il primo dei lavori che Mouloud Mammeri, già affermato autore della letteratura "francofona", consacrò alla propria lingua e cultura, e rappresenta la presa di coscienza della possibilità di usare il berbero anche al di fuori dell'ambito orale, informale/familiare cui era tradizionalmente relegato.
Il nome dell'opera riprende quello di un celebre grammatico nordafricano del XIV secolo, Ibn Ajarrum, autore di un compendio di grammatica araba noto come Ğarrumiya.
Quasi tutti i neologismi proposti in quest'opera sono oggi di uso corrente nel berbero delle persone colte.